# Maştağa
Maştağa (ryska: Маштага) är en ort i Azerbajdzjan.   Den ligger i distriktet Baku, i den östra delen av landet, 19 km nordost om huvudstaden Baku. Maştağa ligger 19 meter över havet och antalet invånare är 40 092.
Terrängen runt Maştağa är platt. Runt Maştağa är det tätbefolkat, med 982 invånare per kvadratkilometer.. Närmaste större samhälle är Baku, 19,4 km sydväst om Maştağa. 
Omgivningarna runt Maştağa är i huvudsak ett öppet busklandskap.